# Robbenklopper
De robbenklopper is een vroegere benaming voor de schepen die naar Groenland voeren ter robbenjacht. Zij hadden een vrij grote bemanning. De op de kust of op het ijs gekropen robben werden gedood met een essenhouden robbenknuppel. 